# جانت گاتری
جانت گاتری (انگلیسی: Janet Guthrie؛ زادهٔ ۷ مارس ۱۹۳۸)راننده سابق مسابقات اتومبیلرانی آمریکایی است. او اولین زنی است که در هر دو مسابقه معروف ایندیاناپلیس ۵۰۰ و دیتونا ۵۰۰ در سال ۱۹۷۷ شرکت کرد و موفق به کسب مجوز شد. گاتری اولین بار در سال ۱۹۷۶ تلاش ناموفقی برای ورود به ایندیاناپلیس ۵۰۰ داشت. او در مجموع در سه دوره از مسابقات ایندیاناپلیس ۵۰۰ در سالهای ۱۹۷۷ تا ۱۹۷۹ شرکت کرد. همچنین او اولین زنی است که توانست یک دور کامل در مسابقات سری جام ناسکار پیشتاز باشد.
گاتری در اصل مهندس هوافضا بود و پس از فارغ‌التحصیلی از دانشگاه میشیگان با مدرک فیزیک در سال ۱۹۶۰، در شرکت ریپابلیک اوییشن مشغول به کار شد. او در ۱۹ ژانویه ۲۰۲۴ جایزه لندمارک ناسکار را دریافت کرد.

## مسیر حرفه‌ای در اتومبیلرانی
گاتری در سال ۱۹۶۳ با یک جگوار ایکس‌کی۱۴۰ در مسابقات باشگاه خودروهای اسپرت آمریکا شروع به رانندگی کرد و تا سال ۱۹۷۲ به صورت تمام وقت به این حرفه پرداخت. در کارنامه ورزشی او دو پیروزی در کلاس‌های مختلف مسابقات استقامتی معروف ۱۲ ساعته سبورگ دیده می‌شود.
در مسابقات جهانی ۶۰۰ سال ۱۹۷۶، گاتری با کسب مقام پانزدهم، اولین زنی شد که در یک مسابقه سوپرسپیدوی جام وینستون ناسکار شرکت می‌کند. او در آن فصل در چهار مسابقه دیگر نیز شرکت کرد. در فصل بعد، اولین حضور خود در دیتونا ۵۰۰ را تجربه کرد و با وجود از کار افتادن دو سیلندر خودروی او در ده دور پایانی، در جایگاه دوازدهم قرار گرفت. عملکرد او در این مسابقه باعث شد عنوان بهترین تازه‌کار را کسب کند. در مجموع، گاتری در چهار فصل در ۳۳ مسابقه ناسکار شرکت کرد. بهترین نتیجه او مقام ششم در بریستول در سال ۱۹۷۷ بود که تا سال ۲۰۱۴ که دانیکا پاتریک به این نتیجه رسید، بهترین نتیجه یک زن در مسابقات سطح اول ناسکار در دوران مدرن محسوب می‌شد.

## چالش‌ها و دستاوردها
گاتری در سال ۱۹۷۷ با خودروی رولا ولستدت در ایندیاناپلیس ۵۰۰ شرکت کرد اما با مشکلات موتور در جایگاه بیست‌ونهم قرار گرفت. او در دو دوره دیگر از این مسابقات نیز شرکت کرد و در سال ۱۹۷۸ با وجود شکستگی مچ دست (که دو روز قبل در یک مسابقه تنیس خیریه اتفاق افتاده بود) و پنهان کردن آن از مسئولان مسابقه، به مقام نهم رسید. در مجموع، او در ۱۱ رویداد ایندی کار شرکت کرد که بهترین نتیجه‌اش مقام پنجم بود.
در سال ۱۹۷۶، بسیاری از رانندگان مرد این ورزش ادعا کردند که عدم موفقیت گاتری در کسب مجوز به دلیل جنسیت اوست. این اظهارات باعث خشم ای.جی. فویت، برنده سه دوره مسابقات شد تا جایی که او یک خودروی یدکی به گاتری قرض داد تا تست شیک‌دان انجام دهد. بهترین زمان تمرین گاتری با خودروی فویت برای کسب مجوز کافی بود، اما او نتوانست از طریق حمایت مالی شرکت‌ها بودجه لازم را تأمین کند و مجبور به بازنشستگی شد.

## میراث و افتخارات
با این حال، جایگاه گاتری در تاریخ تثبیت شد. در سال ۱۹۷۹، مجموعه کارت‌های تجاری سوپرسیسترز منتشر شد که یکی از آنها تصویر و نام گاتری را داشت. کلاه ایمنی و لباس مسابقه او در مؤسسه اسمیتسونین نگهداری می‌شود و او یکی از اولین افرادی بود که به تالار مشاهیر ورزشی زنان جهان راه یافت. در ۲۷ آوریل ۲۰۰۶، او به تالار مشاهیر موتوراسپورت بین‌المللی اینداکت شد. خودزندگینامه او با عنوان «جنت گاتری: زندگی در حداکثر سرعت" که در سال ۲۰۰۵ منتشر شد، مورد تحسین نشریاتی مانند ورزش مصور قرار گرفت.

## مبارزه با تبعیض جنسیتی در ورزش‌های موتوری
گاتری در مصاحبه‌ای پیشگامانه در سال ۱۹۸۷ با تریسی دادز برای لس‌آنجلس تایمز، از کمبود حمایت مالی برای رانندگان زن ابراز تاسف کرد. او گفت: «مردان حمایت مالی دریافت می‌کنند و زنان نمی‌توانند. این ناعادلانه به نظر می‌رسد. اما چه کسی به ناعادلانه اهمیت می‌دهد؟ آنچه مهم است نتیجه نهایی است.»
در سال ۲۰۲۰، وقتی پیپا مان با وجود رانندگی در سال قبل، نتوانست بودجه لازم برای شرکت در ایندیاناپلیس ۵۰۰ را تأمین کند و هیچ راننده زنی در مسابقات حضور نداشت، گاتری گفت به دلیل ناامیدی بعید است مسابقات را تماشا کند. او در ابتدا تمایلی به پرداختن به موضوع تبعیض جنسیتی در ورزش‌های موتوری نداشت، اما پس از کسب مجوز برای اولین ایندیاناپلیس ۵۰۰ در سال ۱۹۷۷ و شرکت در رژه شهری، نگرشش تغییر کرد. گاتری توضیح داد: «مردانی بودند که دختران کوچک را روی شانه‌هایشان گذاشته بودند و آنها را تکان می‌دادند، گویی من نماینده امید برای آینده هستم.»
در سال ۲۰۱۱، گاتری نامه‌ای در حمایت از حق رانندگی زنان در عربستان سعودی امضا کرد. این نامه از پادشاه عربستان سعودی خواستار حمایت از برگزاری گراندپری زنان عربستان شد. این ایده توسط دیوید کیز، فعال حقوق بشر مطرح شده بود.